# 1833 Shmakova
1833 Shmakova је астероид главног астероидног појаса са средњом удаљеношћу од Сунца која износи 2,634 астрономских јединица (АЈ).
Апсолутна магнитуда астероида је 11,98.